# سويا تاكادا
سويا تاكادا (باليابانية: 髙田 颯也) (مواليد 15 أغسطس 2001) هو لاعب كرة قدم ياباني.

## وصلات خارجية
- سويا تاكادا على موقع رابطة كرة القدم اليابانية للمحترفين (اليابانية)
- سويا تاكادا على موقع قاعدة بيانات كرة القدم.إي يو (الإنجليزية)
- سويا تاكادا على موقع Soccerway.com (الإنجليزية)
- سويا تاكادا على موقع عالم كرة القدم.نت (الإنجليزية)